# جوائز بايكسانغ للفنون
جوائز بايكسانغ للفنون (بالكورية: 백상예술대상)‏ هي جوائز للتميز في السينما والتلفزيون والمسرح في كوريا الجنوبية. تأسست في عام 1965 من قبل تشانغ كي يونغ، مؤسس صحيفة هانكوك إلبو، الذي كان اسمه القلمي «بايكسانغ». هدفها تطوير الثقافة والفنون الشعبية الكورية وتعزيز معنويات الفنانين. تعتبر واحدة من أكثر جوائز الترفيه المرموقة في كوريا الجنوبية.
تقدم سنويًا في حفل تنظمه مجموعة جونغ آنغ، في الربع الثاني من كل عام. حتى عام 2021، كانت تنظمها شركة إيلغان سبورتس قبل استحواذ شركة إي ديلي، وهي شركة تابعة لمجموعة كي جي. وهو حفل توزيع الجوائز الشامل الوحيد في البلاد، والذي يعترف بالتميز في مجال السينما والتلفزيون والمسرح.

## الفئات

### جوائز الأفلام
- الجائزة الكبرى
- أفضل فيلم
- أفضل مخرج
- أفضل مخرج جديد
- أفضل سيناريو
- أفضل إنجاز تقني
- أفضل ممثل
- أفضل ممثلة
- أفضل ممثل مساعد
- أفضل ممثلة مساعدة
- أفضل ممثل جديد
- أفضل ممثلة جديدة

### جوائز التلفزيون
- الجائزة الكبرى
- أفضل دراما
- أفضل برنامج ترفيهي
- أفضل عرض تعليمي
- أفضل مخرج
- أفضل سيناريو
- أفضل إنجاز تقني
- أفضل ممثل
- أفضل ممثلة
- أفضل ممثل مساعد
- أفضل ممثلة مساعدة
- أفضل ممثل جديد
- أفضل ممثلة جديدة
- أفضل ممثل منوعات
- أفضل ممثلة منوعة

### جوائز المسرح
- أفضل مسرحية
- أفضل مسرحية قصيرة
- أفضل ممثل
- أفضل ممثلة

### آخرى
- الممثل الأكثر شعبية
- الممثلة الأكثر شعبية

## روابط خارجية
- الموقع الرسمي
- جوائز بايكسانغ للفنون على موقع IMDb (الإنجليزية)